# Ordinanza del nordovest
L'Ordinanza del Nordovest (formalmente Ordinanza per il Governo di un territorio degli Stati Uniti d'America a nordovest del fiume Ohio, ma conosciuta anche come Ordinanza della libertà; in inglese: Northwest Ordinance) è stato un atto emanato dal congresso della confederazione negli Stati Uniti d'America. L'ordinanza fu approvata il 13 luglio 1787.
Il primo effetto dell'ordinanza fu la creazione di un territorio posto negli Stati Uniti d'America nord-orientali chiamato Territorio del nord-ovest, riconosciuto come il primo territorio organizzato statunitense al di fuori della regione dei Grandi Laghi, a nord e ovest del fiume Ohio e a est del fiume Mississippi. Il 7 agosto 1789 il recentemente creato Congresso degli Stati Uniti d'America confermò l'ordinanza, ma modificandola leggermente.
Probabilmente la legge di maggiore importanza approvata dai membri del congresso continentale a parte la Dichiarazione di indipendenza degli Stati Uniti d'America, stabilì il precedente per cui gli Stati Uniti d'America si sarebbero ampliati nell'America del Nord con l'ammissione di nuovi Stati, anziché con l'espansione di quelli esistenti.
Il divieto della schiavitù nel nuovo territorio provocò la spartizione in due zone dal fiume Ohio: una nel quale si praticava ancora la schiavitù e un'altra nel quale era abolita. Questa divisione causò molte controversie politiche che sfociarono nella guerra civile americana, nel XIX secolo.